# Список произведений Мориса Равеля
Сочинения Мориса Равеля пронумерованы по каталогу Марселя Марна́, составленному в хронологическом порядке. Марна присвоил номера также сочинениям, сохранившимся в виде эскизов, или вовсе не сохранившимся (см. отдельный список ниже)

## Сочинения
- 2 Вариации на тему Грига («Смерть Озе») для фортепиано (1888)
- 3 Вариации на тему Шумана (хорал «Freu dich, o meine Seele» из Альбома для юношества, соч. 68) для фортепиано (1888)
- 4 Баллада о королеве, умершей от любви (Ballade de la reine morte d’aimer), песня для голоса и фортепиано на слова Ролана де Маре (1893)
- 5 Серенада-гротеск (Sérénade grotesque) для фортепиано (1892-1893)
- 6 Большой мрачный сон (Un grand sommeil noir), песня для низкого голоса и фортепиано на слова Верлена (1895)
- 7 Старинный менуэт (Menuet antique) для фортепиано (1895), для оркестра (1929)
- 8 Хабанера для двух фортепиано (1895)
- 9 Святая (Sainte), песня для голоса с фортепиано на слова Малларме (1896)
- 10 Об Анне, играющей на спинете (D’Anne jouant l’espinette), песня для голоса с клавесином или фортепиано на слова Маро (1896)
- 11 Парад (La parade) для фортепиано (1896)
- 12 Соната для скрипки и фортепиано (1897, одночастная; издана посмертно)
- 13 Среди колоколов (Entre cloches), для двух фортепиано (1897)
- 14 Вальс ре мажор для фортепиано (1898)
- 15 Песня прялки (Chanson de rouet), песня для голоса с фортепиано на стихи де Лиля (1898)
- 16 Угрюмость (Si morne!), песня для голоса с фортепиано на стихи Эмиля Веререна (1898)
- 17 Шехеразада (Shéhérazade), увертюра для оркестра (1898)
- 19 Павана на смерть инфанты (Pavane pour une infante défunte) для фортепиано (1899), для оркестра (1910)
- 21 Об Анне, бросившей в меня снежком (D’Anne qui me jecta de la neige), песня для голоса и фортепиано на слова Маро (1899)
- 23 Фуга ре мажор для фортепиано (1900)
- 24 Четырёхголосная фуга фа мажор для фортепиано (1900)
- 25 Баядерки (Les Bayadères), для сопрано, смешанного хора и оркестра (1900)
- 26 Прелюдия и фуга для фортепиано (1900)
- 27 Фуга для фортепиано фа мажор (1900)
- 28 Tout est lumière для сопрано, смешанного хора и оркестра (1900)
- 29 Мира (Myrrha), кантата для сопрано, тенора, баритона и оркестра (1901)
- 30 Игра воды (Jeux d’eau), для фортепиано (1901)
- 32 Фуга для фортепиано ми-бемоль мажор (1902)
- 33 Ночь (La nuit) для сопрано, смешанного хора и оркестра (1902)
- 34 Алкиона (Alcyone), кантата для сопрано, контральто, тенора и оркестра (1902)
- 35 Струнный квартет фа мажор (1902-1903)

I. Allegro moderato
II. Assez vif, très rythmé
III. Très lent
IV. Vif et agité
- 36 Фуга для фортепиано ми минор (1903)
- 37 Утро в Провансе (Matinée en Provence) для сопрано, смешанного хора и оркестра (1903)
- 38 Алиса (Alyssa), кантата для сопрано, тенора, баритона и оркестра (1903)
- 39 Плащ цветов (Manteau des fleurs), песня для голоса и фортепиано на слова Поля Граволля (1903)
- 40 Сонатина для фортепиано (1903-05)

I. Modéré
II. Mouvement de menuet
III. Animé
- 41 Шехеразада, цикл песен для сопрано или тенора с оркестром на слова Тристана Клингзора (1903)

1. Азия (Asie)
2. Волшебная флейта (La flûte enchantée)
3. Равнодушный, или Равнодушная (L’indifférent)
- 42 Менуэт для фортепиано до-диез минор (1904)
- 43 Отражения (Miroirs), для фортепиано (1904-1905)

1. Ночные бабочки (Noctuelles)
2. Печальные птицы (Oiseaux tristes)
3. Лодка в океане (Une barque sur l’océan), оркестрована в 1906
4. Альборада, или Утренняя серенада шута (Alborada del gracioso), оркестрована в 1918
5. Долина колокольных звонов (La vallée des cloches)
- 44 Фуга для фортепиано до мажор (1905)
- 45 L’Aurore для тенора, смешанного хора и оркестра(1905)
- 46 Интродукция и Allegro для арфы, флейты, кларнета, двух скрипок, альта и виолончели (1905)
- 47 Рождество игрушек (Noël des jouets), песня для голоса с фортепиано (1905), для голоса с оркестром (1906), на слова Равеля
- 48 Великие ветры из-за моря (Les grand vents d’outre-mer), песня для голоса с фортепиано на слова Анри де Реньера (1906)
- 50 Естественные истории (Histoires naturelles), цикл песен для среднего голоса и фортепиано на слова Ренара (1906)

1. Павлин (Le paon)
2. Сверчок (Le grillon)
3. Лебедь (Le cygne)
4. Зимородок (Le martin-pêcheur)
5. Цесарка (La pintade)
- 51 Вокализ-этюд в форме хабанеры (Vocalise-étude en forme de habanera), песня для низкого голоса и фортепиано (1907)
- 52 Испанский час (L’heure espagnole), опера (1907)
- 53 На траве (Sur l’herbe), песня для голоса и фортепиано на слова П. Верлена (1907)
- 54 Испанская рапсодия (Rapsodie espagnole) для оркестра (1907)

1. Прелюдия к ночи (Prélude à la nuit)
2. Малагенья (Malagueña)
3. Хабанера (Habanera) — оркестровка «Хабанеры» для двух фортепиано, соч. 1895 г.
4. Ферия (Feria)
- 55 Ночной Гаспар, Ночные видения (Gaspard de la nuit) для фортепиано по стихотворениям в прозе Алоизия Бертрана (1908)

1. Ундина (Ondine)
2. Виселица (Le gibet)
3. Скарбо (Scarbo)
- 56 Павана красавице, спящей в лесу (Pavane de la Belle au bois dormant) для фортепиано в 4 руки по Шарлю Перро (1908)
- 57 Дафнис и Хлоя (Daphnis et Chloé), балет (1909-12)
- 57a Дафнис и Хлоя, сюита № 1 для оркестра (1911)

1. Ноктюрн (Nocturne) для оркестра и хора (ad libitum)
2. Интерлюдия (Interlude)
3. Воинственный танец (Danse guerrière)
- 57b Дафнис и Хлоя, сюита № 2 для оркестра (1912)

1. Восход солнца (Lever du jour)
2. Пантомима (Pantomime)
3. Общий танец (Danse générale)
- 57c Грациозный танец Дафниса (Danse gracieuse de Daphnis), сюита для фортепиано (1913)

1. Ноктюрн (Nocturne)
2. Интерлюдия и воинственный танец (Interlude et Danse guerrière)
3. Сцена Дафниса и Хлои (Scène de Daphnis et Chloé)
- 58 Менуэт на имя Haydn для фортепиано (1909)
- 60 Матушка Гусыня, Моя матушка-гусыня (Ma mère l’Oye), сюита для фортепиано в 4 руки, по сказкам Ш. Перро и мадам д'Онуа (1908-1910)

1. Павана красавице, спящей в лесу (Pavane de la belle au bois dormant)
2. Мальчик-с-пальчик (Petit poucet)
3. Дурнушка — императрица пагод (Laideronnette, impératrice des pagodes)
4. Беседы красавицы и чудовища (Les entretiens de la belle et de la bête)
5. Волшебный сад (Le jardin féerique)
- 61 Благородные и сентиментальные вальсы (Valses nobles et sentimentales), сюита для фортепиано (1911), оркестровка 1912
- 62 Матушка Гусыня, Моя матушка-гусыня (Ma mère l’Oye), балет. Оркестровка (1911) пьес сюиты M.60 с добавлением двух пьес
- 63 В манере… (À la manière de…) для фортепиано (1912-1913)

В манере Бородина
В манере Шабрие (на тему из оперы «Фауст» Ш. Гуно)
- 64 Три стихотворения Стефана Малларме (Trois poèmes de Stéphane Mallarmé)[2], для голоса и флейты-пикколо, двух флейт, кларнетов, бас-кларнета, двух скрипок, альта, виолончели и фортепиано (1913); переложение для голоса с фортепиано (1913)

1. Soupir (Вздох)
2. Placet futile (Ничтожная просьба)
3. Surgi de la croupe et du bond (Изгибы крупа и прыжка)
- 65 Прелюдия для фортепиано (1913)
- 67 Фортепианное трио ля минор (1914)

I.Modéré
II. Pantoum. Assez vite
III.Passacaille. Très large
IV.Final. Animé
- 68 Гробница Куперена, сюита для фортепиано (1914-1917)

1. Прелюдия (Prélude)
2. Фуга (Fugue)
3. Форлана (Forlane)
4. Ригодон (Rigaudon)
5. Менуэт (Menuet)
6. Токката (Toccata)
- 68a Гробница Куперена. Оркестровка 4 пьес из сюиты M.68 (1919)

1. Прелюдия (Prélude)
2. Форлана (Forlane)
3. Менуэт (Menuet)
4. Ригодон (Rigaudon)
- 69 Три песни для хора a cappella на слова Равеля (1914-1915), переложение для среднего голоса и фортепиано (1915)

1. Николета (Nicolette)
2. Три чудо-птицы райских кущ (Trois beaux oiseaux du paradis)
3. Хоровод (Ronde)
- 70 Фронтиспис (Frontispiece) для двух фортепиано в 5 рук (1918)
- 71 Дитя и волшебство (L’enfant et les sortilèges), опера. Авторский подзаголовок: «лирическая фантазия»
- 72 Вальс (La Valse) для оркестра (1919-1920). Авторский подзаголовок: «хореографическая поэма»
- 73 Соната (№ 1) для скрипки и виолончели (1920-22)

I. Allegro
II. Très vif
III. Lent
IV. Vif, avec entrain
- 74 Колыбельная на имя Fauré (Berceuse sur le nom de Gabriel Fauré), для скрипки и фортепиано (1922)
- 75 Ронсар — своей душе (Ronsard à son âme), песня для голоса с фортепиано на слова Ронсара (1923-1924), оркестрована в 1935
- 76 Цыганка (Tzigane). Рапсодия для скрипки с фортепиано (или с оркестром) (1924)
- 77 Соната № 2 для скрипки и фортепиано (1923-1927)

I. Allegretto
II. Blues. Moderato
III. Perpetuum mobile. Allegro
- 78 Мадагаскарские песни (Chansons madécasses), цикл песен для сопрано, флейты, виолончели и фортепиано по Э. Парни (1925-1926)

1. Нахандова (Nahandove)
2. Ауа! (Aoua)
3. Хорошо улечься в зной (Il est doux)
- 79 Мечты / Грезы (Rêves), песня для голоса с фортепиано на слова Фарга (1927)
- 80 Фанфары (Fanfare), часть коллективного балета Веер Жанны (L'Éventail de Jeanne) (1927)
- 81 Болеро (Boléro), для оркестра; переложение для фортепиано в 4 руки (1929)
- 82 Концерт для фортепиано (левой руки) с оркестром ре мажор (1929-1930)
- 83 Концерт для фортепиано с оркестром соль мажор (1929-1931)
- 84 Дон Кихот к Дульсинее (Don Quichotte à Dulcinée), цикл песен для баритона и оркестра на слова Поля Морана (1932-1933)

1. Романтическая песня (Chanson romanesque)
2. Эпическая песня (Chanson épique)
3. Застольная песня (Chanson à boire)

## Обработки чужой музыки
- A9, A10, A4, A5, A11 Пять греческих народных песен (Cinq mélodies populaires grecques), для голоса с фортепиано (1904–06)

1. Chanson de la mariée (Песня новобрачной)
2. Là-bas, vers l'église (Там, у церкви)
3. Quel galant m'est comparable (Какой ухажёр сравнится со мной)
4. Chanson des cueilleuses de lentisques (Песня сборщиц мастичного дерева)
5. Tout gai! (Э-гей, веселей!)
- A12 Chanson écossaise, для голоса с фортепиано (1909)
- A17 Народные песни (Chants populaires, иностранные тексты — во французских переводах), для голоса с фортепиано (1910)

1. Испанская песня (Chanson espagnole)
2. Французская песня (Chanson française)
3. Итальянская песня (Chanson italienne)
4. Еврейская песня (Chanson hébraïque)
- A22 Две еврейские песни (Deux mélodies hébraiques), для голоса с фортепиано (1914)

1. Каддиш (Kaddich)
2. Вечная загадка (L'énigme éternelle)
- No.? Tripatos, греческая народная песня

## Неоконченные и утраченные сочинения
- 1 Часть фортепианной сонаты (1888), утрачена
- 18 Олимпия (Olympia), опера по новелле Гофмана «Песочный человек», наброски уничтожены, за исключением Симфонии часов (Symphonie horlogère), которая вошла в оперу Испанский час
- 20 Фуга для фортепиано (1899), утрачена
- 22 Каллироя (Callerhoe), кантата (1900), утрачена
- 31 Семирамида (Semiramis), кантата (1902), утрачена
- 49 Затонувший колокол (La cloche engloutie), наброски оперы (1906-1912), уничтожены Равелем; фрагменты музыкального материала вошли позднее в Дитя и волшебство
- 59 Святой Франциск Ассизский (Saint François d’Assise) для солистов, хора и оркестра (1909-1910), произведение утрачено
- 66 Zaspiak-Bat, наброски на баскские темы для фортепиано с оркестром (1913-1914)
- 85 Morgiane, оратория-балет для солистов, хора и оркестра (1932), наброски